# Karen Korfanta
Karen Korfanta (Rock Springs, 1945) è una dirigente sportiva, allenatrice di sci alpino ed ex sciatrice alpina statunitense.

## Biografia

### Carriera sciistica
Sciatrice polivalente originaria di Pinedale, dove i genitori erano maestri di sci, Karen Korfanta debuttò in campo internazionale in occasione della Harriman Cup 1963 (Sun Valley, 29-31 marzo), dove si classificò 22ª nella discesa libera, 24ª nello slalom gigante, 20ª nello slalom speciale e 19ª nella combinata; nel 1965 si piazzò 3ª nello slalom speciale della Roch Cup (Aspen, 29-31 gennaio) e nel 1966 vinse il titolo nazionale statunitense nella discesa libera.
In Coppa del Mondo esordì nella stagione inaugurale del circuito, il 10 marzo 1967 a Franconia in discesa libera (15ª), conquistò il miglior risultato due giorni dopo nella medesima località in slalom speciale (9ª), ottenne l'ultimo piazzamento il 22 marzo 1969 a Waterville Valley nella stessa specialità (20ª) e prese per l'ultima volta il via il 12 dicembre dello stesso anno a Val-d'Isère ancora in slalom speciale, senza completare la gara; chiuse la carriera in occasione  della VI Universiade invernale di Rovaniemi 1970, dove vinse la medaglia d'argento nello slalom gigante e nella combinata. Non prese parte a rassegne olimpiche o iridate.

### Carriera da allenatore e dirigente
Dopo il ritiro Karen Korfanta lavorò nei quadri della Federazione sciistica degli Stati Uniti come coordinatrice del programma di sci alpino, vicedirettrice tecnica della nazionale statunitense e vicedirettrice del centro nazionale di allenamento di Park City; fu delegata tecnica FIS e, in qualità di responsabile agonistica del Park City Mountain Resort, organizzò le gare di Coppa del Mondo e dei XIX Giochi olimpici invernali disputate in quella stazione sciistica. Nel 2008 è stata nominata presidente del sotto-comitato femminile per lo sci alpino della FIS.

## Palmarès

### Universiadi
- 2 medaglie:
  -  2 argenti (slalom gigante, combinata a Rovaniemi 1970)[senza fonte]

### Coppa del Mondo
- Miglior piazzamento in classifica generale: 35º nel 1967

### Campionati statunitensi
- 2 medaglie (dati parziali):
  - 1 oro (discesa libera nel 1966[4])
  - 1 bronzo (combinata nel 1964[8])